# Šipovo
Pour le village kosovar, voir Šipovo (Zubin Potok).
Šipovo (en serbe cyrillique : Шипово) est une ville et une municipalité de Bosnie-Herzégovine située dans la république serbe de Bosnie. Selon les premiers résultats du recensement bosnien de 2013, la ville intra muros compte 4 052 habitants et la municipalité 10 820.

## Géographie
Šipovo est située dans la partie sud-est de la république serbe de Bosnie, dans une région montagneuse traversée d'est en ouest par la rivière Pliva et du sud au nord par la rivière Janj. Le secteur est également traversé par trois autres petites rivières, la Sokočnica, la Lubovica et la Volarica. La confluence du Janj et de la Pliva se trouve dans une plaine vallonnée qui s'élève à environ 440 m d'altitude ; cette plaine s'élève progressivement vers des montagnes dont les points culminants sont les monts Vitorog (1 906 m) au sud, Lisina (1 335 m) au nord, Gorica (1 267 m) à l'est et Čardak (1 452 m) à l'ouest.

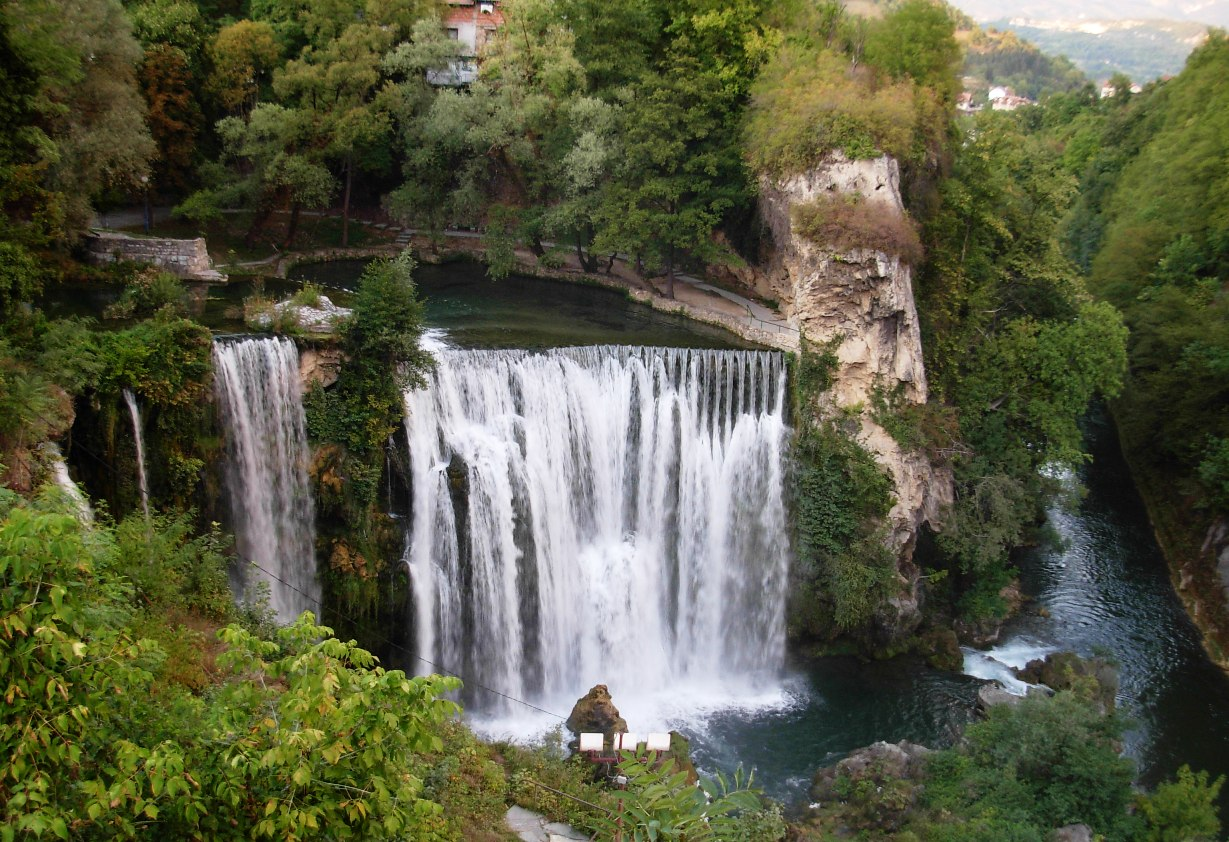
Cascade sur la rivière Pliva
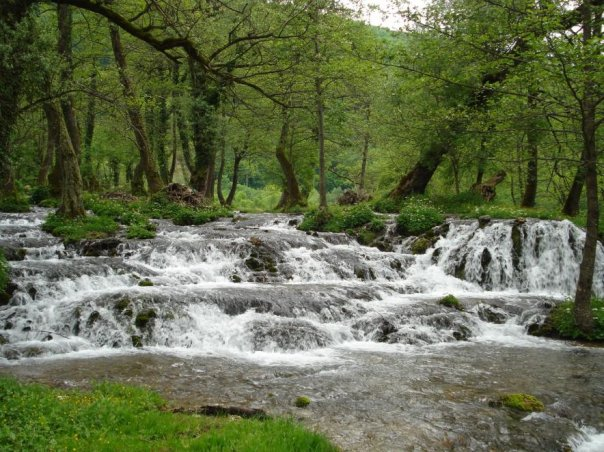
La rivière Janj
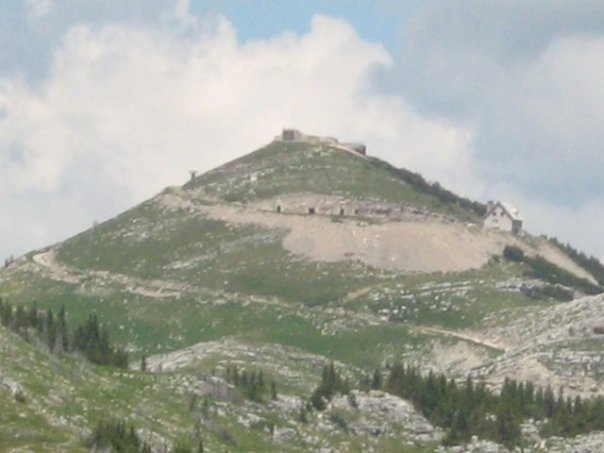
Le mont Vitorog

La municipalité de Šipovo est entourée par celles de Mrkonjić Grad à l'ouest, Jezero au nord, Jajce et Donji Vakuf à l'est, Kupres (Republika Srpska) et Glamoč au sud.

## Histoire

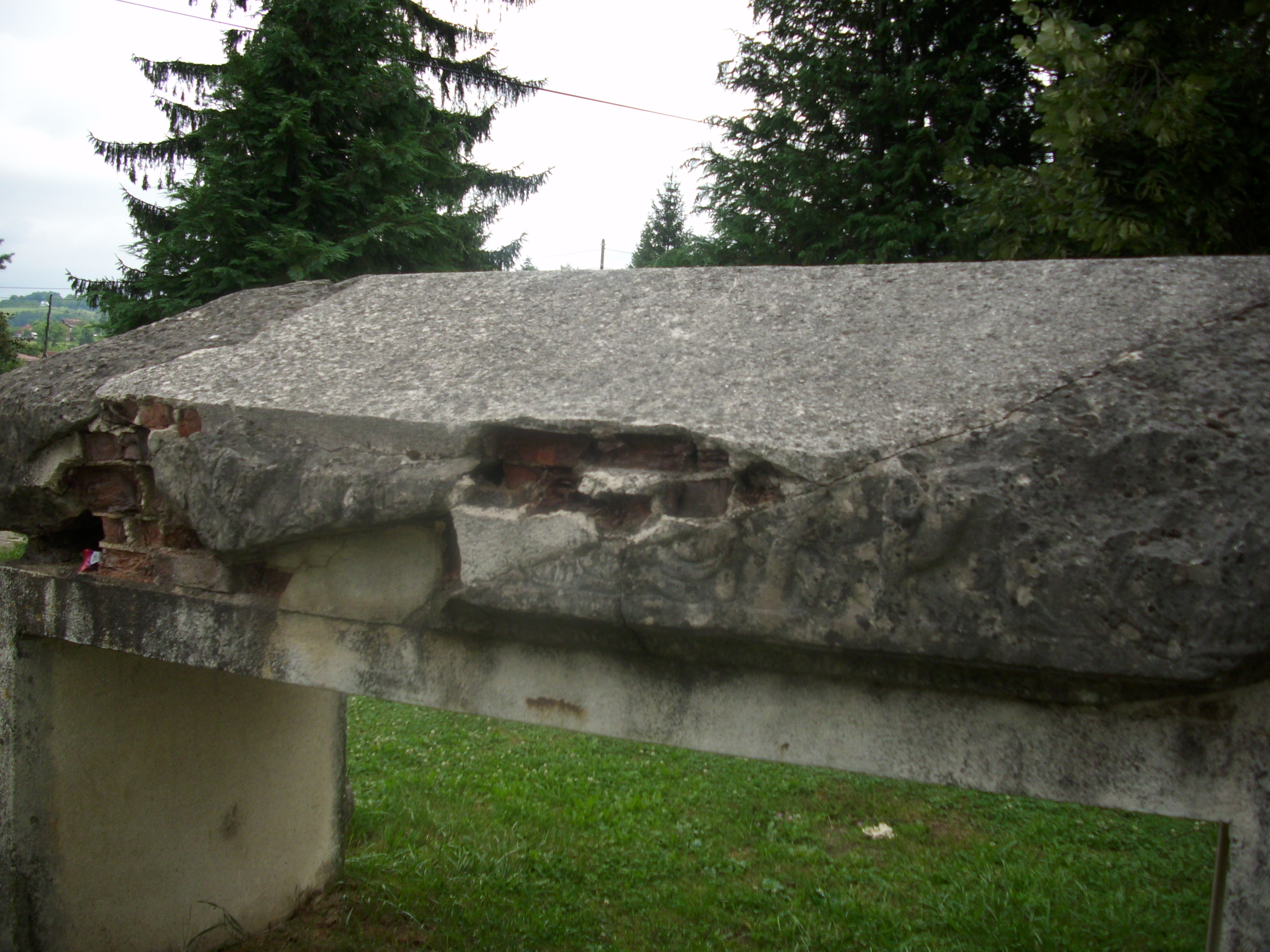
Un sarcophage à Šipovo

## Localités

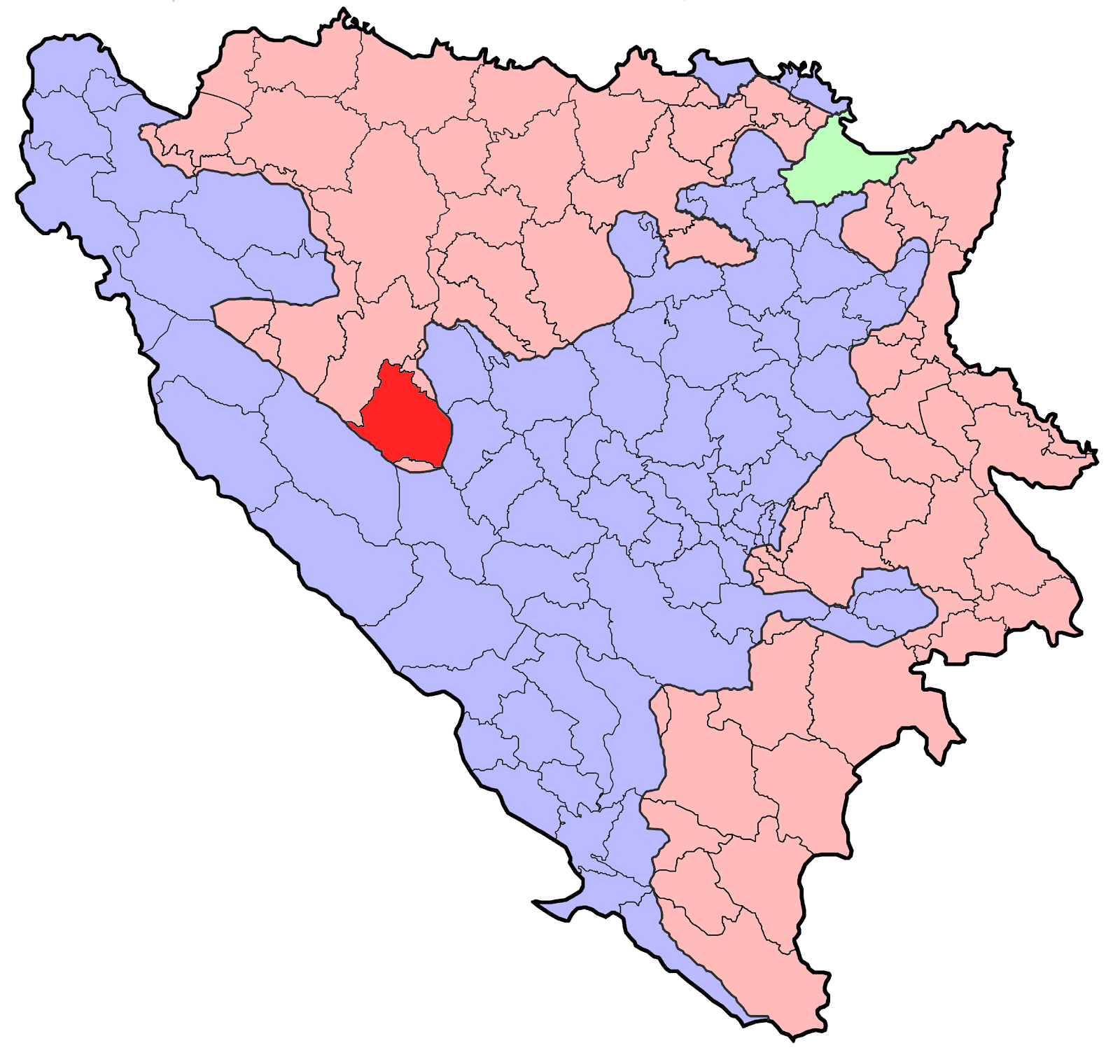
Localisation de la municipalité de Šipovo en Bosnie-Herzégovine

La municipalité de Šipovo compte 46 localités :
| - Babići - Babin Do - Bešnjevo - Brdo - Brđani - Čifluk - Čuklić - Donji Mujdžići - Dragnić - Dragnić Podovi - Duljci - Đukići | - Gorica - Gornji Mujdžići - Grbavica - Greda - Hasanbegovci - Hotkovci - Hrbine - Jusići - Kneževići - Kozila - Krčevine - Lipovača | - Ljuša - Lubovo - Lužine - Majevac - Močioci - Natpolje - Odžak - Olići - Podobzir - Podosoje - Popuže - Pribelja | - Pribeljci - Sarići - Sokolac - Stupna - Šipovo - Todorići - Vagan - Vodica - Volari - Vražić |

## Démographie

### Villeintra muros

#### Évolution historique de la population dans la villeintra muros
| 1948 | 1953 | 1961 | 1971  | 1981  | 1991  | 2013  |
| ---- | ---- | ---- | ----- | ----- | ----- | ----- |
| -    | -    | -    | 1 333 | 3 539 | 5 170 | 4 052 |

|  |

### Municipalité

#### Évolution historique de la population dans la municipalité
| 1971   | 1981   | 1991   | 2013   |
| ------ | ------ | ------ | ------ |
| 18 035 | 16 154 | 15 579 | 10 820 |

#### Répartition de la population par nationalités dans la municipalité (1991)
En 1991, sur un total de 15 579 habitants, la population se répartissait de la manière suivante :

## Politique
À la suite des élections locales de 2012, les 19 sièges de l'assemblée municipale se répartissaient de la manière suivante :
| Parti                                               | Sièges |
| --------------------------------------------------- | ------ |
| Alliance des sociaux-démocrates indépendants (SNSD) | 8      |
| Parti démocratique national (NDS)                   | 4      |
| Alliance démocratique nationale (DNS)               | 3      |
| Parti démocratique serbe (SDS)                      | 2      |
| Parti du progrès démocratique (PDP)                 | 2      |

Milorad Ćirko, membre du Parti démocratique national (NDS), a été élu maire de la municipalité,.

## Tourisme

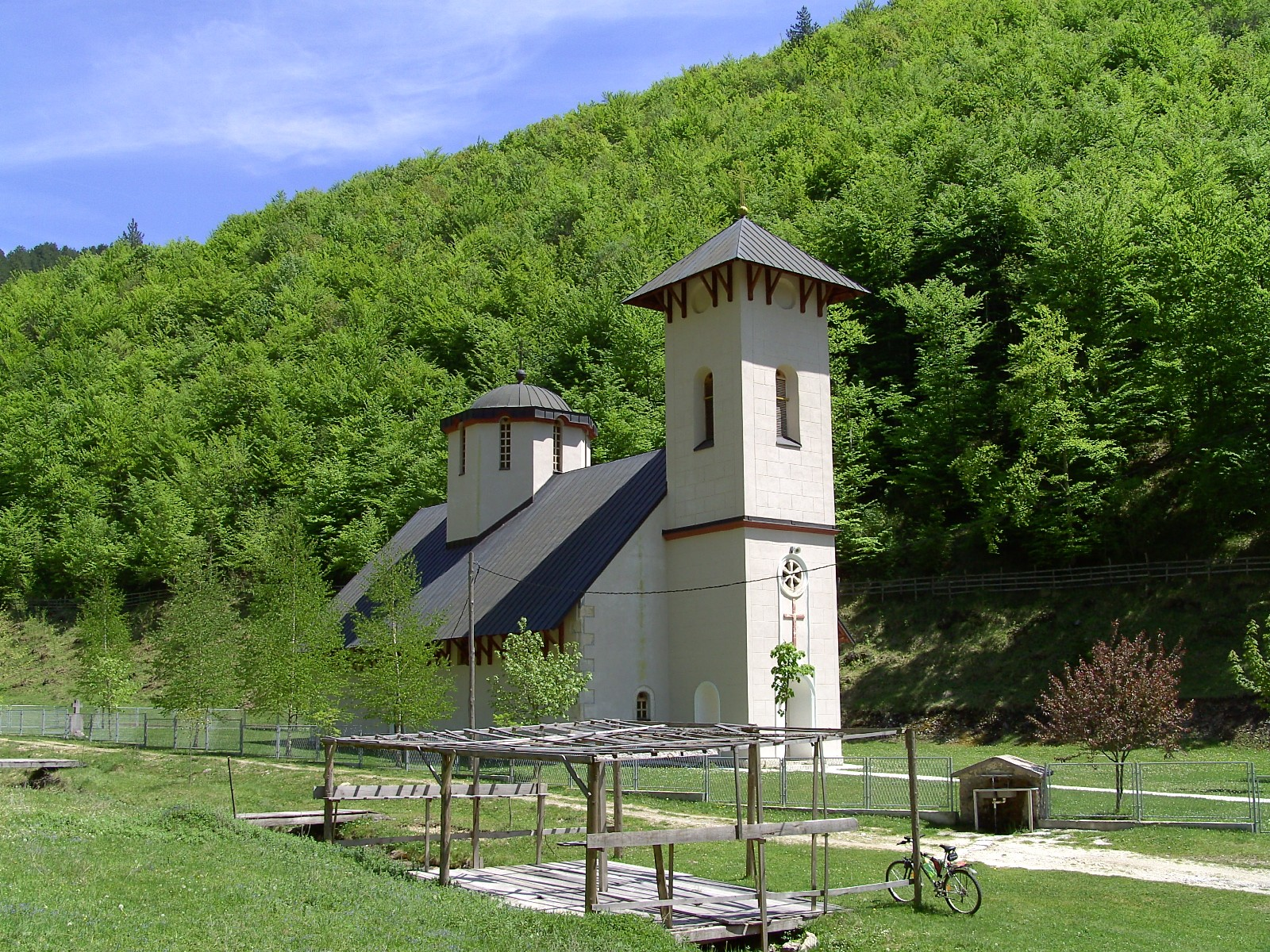
Le monastère de Glogovac